# Norra skenet
Ernst Nordin Norra skenet (Északi fény) nevű szobra az Umeåi Egyetem és egyúttal a sarki fény jelképe Svédországban.

## Története
1967-ben az egyetemi campus tervezésének időszakában a szobor készítésére pályázatot írtak ki, amit Ernst Nordin nyert el. Az Északi fény nevű szobrot 1969-ben állították fel a campus területén, majd 1995-ben a Tanárképző épület építése miatt átköltöztették a jelenlegi helyére, a tó mellé, az ún. Egyetemi Gáthoz (svédül: Universitetsdammen).
A szobor anyaga polírozott rozsdamentes acél. A négy lábon álló átlós kompozíció összehegesztett négyszögletes acélcsövekből készült, melyekben beépített fényszórók világítanak, ezáltal emlékeztetve a sarki fényre.

## Fordítás
- Ez a szócikk részben vagy egészben  a   Norra skenet című angol Wikipédia-szócikk ezen változatának fordításán alapul.  Az eredeti cikk szerkesztőit annak laptörténete sorolja fel. Ez a jelzés csupán a megfogalmazás eredetét és a szerzői jogokat jelzi, nem szolgál a cikkben szereplő információk forrásmegjelöléseként.
- Ez a szócikk részben vagy egészben  a   Norra skenet című svéd Wikipédia-szócikk ezen változatának fordításán alapul.  Az eredeti cikk szerkesztőit annak laptörténete sorolja fel. Ez a jelzés csupán a megfogalmazás eredetét és a szerzői jogokat jelzi, nem szolgál a cikkben szereplő információk forrásmegjelöléseként.